# Zersenay Tadese
Zersenay Tadese Habtesilase (Adi Bana, 8 febbraio 1982) è un mezzofondista e maratoneta eritreo, primo sportivo eritreo capace di conquistare una medaglia olimpica, grazie al bronzo ottenuto nei 10000 metri piani ai Giochi olimpici di Atene 2004.
In carriera può vantare anche una medaglia d'argento nei 10000 m piani ai Mondiali di Berlino 2009, 6 titoli di campione mondiale di mezza maratona (di cui uno a squadre) e un titolo di campione mondiale di corsa campestre, conquistato nel 2007.

## Biografia
Nel 2004, divenne il primo atleta a vincere una medaglia olimpica per il suo paese, l'Eritrea, conquistando la medaglia di bronzo nei 10000 m piani ai Giochi olimpici di Atene.
Dopo aver vinto una medaglia d'argento al Campionato del mondo di corsa campestre nel 2005, ottenne il suo primo titolo mondiale nell'autunno del 2006 nella gara di corsa dei 20 km su strada.
Nell'edizione del 2007 del Campionato del mondo di corsa campestre che si svolse in terra africana, a Mombasa in Kenya, pose fine al dominio di Kenenisa Bekele, impedendogli di vincere il sesto titolo consecutivo nella gara lunga di cross.
Nel 2009 divenne il secondo atleta, dopo il keniota Paul Tergat, capace di vincere, nello stesso anno, gare internazionali su tre diverse superfici: pista, strada e percorso campestre.
Il 17 agosto 2009, al Campionato del mondo di Berlino, si classificò secondo nella finale dei 10000 m piani, alle spalle di Kenenisa Bekele, stabilendo con 26'50"12 il suo miglior tempo della stagione.
Il 21 marzo 2010 a Lisbona, stabilì il nuovo record mondiale di mezza maratona nel tempo di 58'23", migliorando di oltre 10 secondi il precedente primato detenuto dal keniano Samuel Wanjiru dal 2007.
Il 27 luglio dello stesso anno conquistò il Giro podistico internazionale di Castelbuono.

## Record nazionali

### Seniores
- 5000 metri piani: 12'59"27 ( Roma, 14 luglio 2006)
- 10000 metri piani: 26'37"25 ( Bruxelles, 25 agosto 2006)
- Mezza maratona: 58'23" ( Lisbona, 21 marzo 2010)

## Palmarès
| Anno | Manifestazione              | Sede           | Evento         | Risultato | Prestazione | Note                                     |
| ---- | --------------------------- | -------------- | -------------- | --------- | ----------- | ---------------------------------------- |
| 2002 | Campionati africani         | Tunisi         | 10000 m piani  | 6º        | 28'47"29    |                                          |
| 2002 | Mondiali di mezza maratona  | Bruxelles      | Individuale    | 21º       | 1h03'05"    |                                          |
| 2002 | Mondiali di mezza maratona  | Bruxelles      | A squadre      | 8º        | 3h10'26"    |                                          |
| 2003 | Mondiali di cross           | Losanna        | Corsa lunga    | 9º        | 37'10"      |                                          |
| 2003 | Mondiali                    | Saint-Denis    | 5000 m piani   | 8º        | 13'05"57    |                                          |
| 2003 | Mondiali di mezza maratona  | Vilamoura      | Individuale    | 7º        | 1h01'26"    |                                          |
| 2003 | Mondiali di mezza maratona  | Vilamoura      | A squadre      | 5º        | 3h09'25"    |                                          |
| 2004 | Mondiali di cross           | Bruxelles      | Corsa lunga    | 6º        | 36'37"      |                                          |
| 2004 | Mondiali di cross           | Bruxelles      | A squadre      | Bronzo    | 66 p.       |                                          |
| 2004 | Giochi olimpici             | Atene          | 5000 m piani   | 7º        | 13'24"31    |                                          |
| 2004 | Giochi olimpici             | Atene          | 10000 m piani  | Bronzo    | 27'22"57    | Record nazionale                         |
| 2005 | Mondiali di cross           | Saint-Étienne  | Corsa lunga    | Argento   | 35'20"      |                                          |
| 2005 | Mondiali                    | Helsinki       | 5000 m piani   | 14º       | 13'40"27    |                                          |
| 2005 | Mondiali                    | Helsinki       | 10000 m piani  | 6º        | 27'12"82    |                                          |
| 2006 | Mondiali di cross           | Fukuoka        | Corsa lunga    | 4º        | 35'47"      |                                          |
| 2006 | Mondiali di cross           | Fukuoka        | A squadre      | Argento   | 28 p.       |                                          |
| 2006 | Mondiali di corsa su strada | Debrecen       | Individuale    | Oro       | 56'01"      |                                          |
| 2006 | Mondiali di corsa su strada | Debrecen       | A squadre      | Argento   | 2h53'19"    |                                          |
| 2007 | Mondiali di cross           | Mombasa        | Corsa seniores | Oro       | 35'50"      |                                          |
| 2007 | Giochi panafricani          | Algeri         | 10000 m piani  | Oro       | 27'00"30    | Record dei Giochi                        |
| 2007 | Mondiali                    | Osaka          | 10000 m piani  | 4º        | 27'21"37    |                                          |
| 2007 | Mondiali di corsa su strada | Udine          | Individuale    | Oro       | 58'59"      | Record dei campionati                    |
| 2007 | Mondiali di corsa su strada | Udine          | A squadre      | Argento   | 2h59'08"    |                                          |
| 2008 | Mondiali di cross           | Edimburgo      | Corsa seniores | Bronzo    | 34'43"      |                                          |
| 2008 | Giochi olimpici             | Pechino        | 10000 m piani  | 5º        | 27'05"11    |                                          |
| 2008 | Mondiali di mezza maratona  | Rio de Janeiro | Individuale    | Oro       | 59'56"      | Record dei campionati                    |
| 2008 | Mondiali di mezza maratona  | Rio de Janeiro | A squadre      | Argento   | 3h09'40"    |                                          |
| 2009 | Mondiali di cross           | Amman          | Corsa seniores | Bronzo    | 35'04"      |                                          |
| 2009 | Mondiali di cross           | Amman          | A squadre      | Bronzo    | 50 p.       |                                          |
| 2009 | Mondiali                    | Berlino        | 10000 m piani  | Argento   | 26'50"12    | Miglior prestazione personale stagionale |
| 2009 | Mondiali di mezza maratona  | Birmingham     | Individuale    | Oro       | 59'35"      | Record dei campionati                    |
| 2009 | Mondiali di mezza maratona  | Birmingham     | A squadre      | Argento   | 3h02'39"    |                                          |
| 2010 | Mondiali di mezza maratona  | Nanning        | Individuale    | Argento   | 1h00'11"    |                                          |
| 2010 | Mondiali di mezza maratona  | Nanning        | A squadre      | Argento   | 3h03'04"    |                                          |
| 2011 | Mondiali                    | Taegu          | 10000 m piani  | 4º        | 27'22"57    |                                          |
| 2012 | Giochi olimpici             | Londra         | 10000 m piani  | 6º        | 27'33"51    |                                          |
| 2012 | Mondiali di mezza maratona  | Kavarna        | Individuale    | Oro       | 1h00'19"    |                                          |
| 2012 | Mondiali di mezza maratona  | Kavarna        | A squadre      | Argento   | 3h04'41"    |                                          |
| 2014 | Mondiali di mezza maratona  | Copenaghen     | Individuale    | 4º        | 59'38"      |                                          |
| 2014 | Mondiali di mezza maratona  | Copenaghen     | A squadre      | Oro       | 2h58'59"    |                                          |
| 2015 | Giochi panafricani          | Brazzaville    | Mezza maratona | Oro       | 1h03'11"    |                                          |
| 2016 | Giochi olimpici             | Rio de Janeiro | 10000 m piani  | 8º        | 27'23"86    |                                          |
| 2019 | Mondiali                    | Doha           | Maratona       | 6º        | 2h11'29"    | Miglior prestazione personale stagionale |

## Altre competizioni internazionali
2002
- Oro alla Mezza maratona di Albacete ( Albacete) - 1h04'19"
- Bronzo alla Cursa de Bombers ( Barcellona) - 28'35"
- Bronzo alla Carrera Internacional de Iurreta ( Iurreta), 8 km - 23'31"

2003
- Oro alla Mezza maratona di San Sebastián ( San Sebastián) - 1h05'10"
- Bronzo alla Cinque Mulini ( San Vittore Olona) - 35'22"
- Bronzo al Cross Internacional de Zornotza ( Amorebieta-Etxano) - 32'19"
- Oro al Cross Internacional de San Sebastián ( San Sebastián) - 32'48"

2004
- 15º al Golden Gala ( Roma), 5000 m piani - 13'13"74
- Oro al Grand Prix von Bern ( Berna), 10 miglia - 46'04"
- Oro alla São Silvestre de Luanda ( Luanda), 13 km - 37'28"
- Argento alla Great Manchester Run ( Manchester) - 27'59"
- Argento alla São Silvestre do Funchal ( Funchal), 6 km - 15'58"
- Oro all'Urbana Julio Rey ( Toledo), 5,57 km - 15'52"
- Oro al Cross Internacional de Soria ( Soria) - 25'52"
- 4º al Great North Cross Country ( Newcastle upon Tyne) - 26'51"

2005
- 6º al Doha Diamond League ( Doha), 3000 m piani - 7'39"93
- Oro alla Great North Run ( Newcastle upon Tyne) - 59'05"
- Argento alla Zevenheuvelenloop ( Nimega), 15 km - 42'17"
- Oro al Cross Internacional de la Constitución ( Alcobendas) - 29'14"
- 6º al Great Edinburgh Crosscountry ( Edimburgo) - 28'13"

2006
- Argento al Memorial Van Damme ( Bruxelles), 10000 m piani - 26'37"25
- 9º al Golden Gala ( Roma), 5000 m piani - 12'59"27
- Oro alla Rotterdam Half Marathon ( Rotterdam) - 59'16"
- 4º alla Zevenheuvelenloop ( Nimega), 15 km - 42'43"
- Argento alla San Silvestro Vallecana ( Madrid) - 26'54"
- Oro alla Great Manchester Run ( Manchester) - 27'36"
- Oro al Cross Internacional de San Sebastián ( San Sebastián) - 29'28"
- Bronzo al Great Edinburgh Crosscountry ( Edimburgo) - 26'18"

2007
- Oro alla Mezza maratona di Cáceres ( Cáceres) - 1h01'26"
- Oro alla Dam tot Damloop ( Zaandam), 10 miglia - 45'51"
- Argento alla Great Manchester Run ( Manchester) - 27'24"
- Argento al Great Edinburgh Crosscountry ( Edimburgo) - 28'24"

2008
- Oro alla World 10K Bangalore ( Bangalore) - 27'51"
- Oro alla Cinque Mulini ( San Vittore Olona) - 31'06"
- Argento al Great Edinburgh Crosscountry ( Edimburgo) - 27'43"

2009
- Bronzo al Great Edinburgh Crosscountry ( Edimburgo) - 26'55"

2010
- Oro alla Mezza maratona di Lisbona ( Lisbona) - 58'23"
- Oro alla San Silvestro Vallecana ( Madrid) - 28'27"
- Oro al Giro podistico internazionale di Castelbuono ( Castelbuono)
- Oro al Cross di Alà dei Sardi ( Alà dei Sardi) - 31'38"

2011
- Oro alla Mezza maratona di Lisbona ( Lisbona) - 58'30"
- Oro alla Mezza maratona di Porto ( Porto) - 59'30"
- Oro alla Corrida de São Silvestre ( Luanda) - 27'44"

2012
- 12º alla Maratona di Londra ( Londra) - 2h10'41"
- Oro alla Mezza maratona di Lisbona ( Lisbona) - 59'34"
- Bronzo alla Great Birmingham Run ( Birmingham) - 1h01'06"
- Bronzo alla World's Best 10 km ( San Juan) - 28'12"

2013
- Oro alla Mezza maratona di Praga ( Praga) - 1h00'10"
- Oro alla Gifu Seiryu Half Marathon ( Gifu) - 1h00'31"
- 4º alla Corrida de São Silvestre ( Luanda) - 28'43"
- 7º alla World's Best 10 km ( San Juan) - 29'08"

2014
- 5º alla Mezza maratona di Lisbona ( Lisbona) - 1h03'29"
- Argento alla Gifu Seiryu Half Marathon ( Gifu) - 1h01'34"
- 8º alla Mezza maratona di Luanda ( Luanda) - 1h01'45"
- 7º alla Zevenheuvelenloop ( Nimega), 15 km - 43'09"
- Oro al Gran Premio Cáceres de Campo a Través ( Trujillo) - 31'52"

2015
- Bronzo alla New Delhi Half Marathon ( Nuova Delhi) - 59'24"
- Argento alla Mezza maratona di Istanbul ( Istanbul) - 1h00'31"

2017
- 8º alla Maratona di Chicago ( Chicago) - 2h12'19"

2018
- 5º alla Maratona di Berlino ( Berlino) - 2h08'46"
- 6º alla Mezza maratona di Lisbona ( Lisbona) - 1h00'29"
- 4º alla Mezza maratona di Marugame ( Marugame) - 1h01'43"